# Inovio Pharmaceuticals
Inovio Pharmaceuticals è un'azienda statunitense di biotecnologie fondata nel 1983, con sede a Plymouth Meeting in Pennsylvania. Quotata al NASDAQ, è attiva nella ricerca e nello sviluppo di prodotti a base di DNA sintetico per il trattamento di tumori e malattie infettive e nei vaccini.